# PartnerBud
PartnerBud S.A. w upadłości (dawniej Awbud S.A., Instal-Lublin S.A.) – polskie przedsiębiorstwo budowlane z siedzibą w Ogrodzieńcu, założone w 1951 w Lublinie, specjalizujące się w usługach związanych z montażem instalacji sanitarnych i mechanicznych. Jedna z największych w Polsce firm instalacyjnych wykonująca kompleksowe realizacje w segmencie kubaturowym i przemysłowym. 

## Działalność
Zakres usług Spółki obejmuje kompleksową dostawę i montaż:
- Instalacji technologicznych
- Instalacji HVAC
- Instalacji wodno – kanalizacyjnych
- Instalacji przeciwpożarowych i SUG
- Instalacji gazów technicznych
- Sprężonego powietrza i próżni
- Robót antykorozyjnych i izolacyjnych
- AKPiA i BMS
- Produkcji kanałów wentylacyjnych.

## Historia[2]
INSTAL-LUBLIN został utworzony w 1951 roku jako Lubelskie Zjednoczenie Instalacji Przemysłowych. Firma rozpoczęła działalność 1 stycznia 1952 roku.
Następnie zmieniono nazwę przedsiębiorstwa na Lubelskie Przedsiębiorstwo Instalacji Przemysłowych, później na Przedsiębiorstwo Instalacji Przemysłowych „INSTAL”. Organem założycielskim było Ministerstwo Budownictwa, Gospodarki Przestrzennej i Komunalnej.
W dniu 11 listopada 1991 roku Zgromadzenie Założycieli powołało spółkę akcyjną pracowniczą pod nazwą Przedsiębiorstwo Instalacji Przemysłowych „INSTAL – LUBLIN” S.A.
Dnia 4 grudnia 1994 roku II Nadzwyczajne Walne Zgromadzenie Akcjonariuszy podjęło decyzję o podwyższeniu kapitału akcyjnego przez drugą emisję akcji. Emisję objął Mostostal-Export S.A. jako inwestor strategiczny.
Od 1998 roku akcje spółki były notowane na Giełdzie Papierów Wartościowych.
W 2004 roku Sąd Rejonowy w Lublinie ogłosił upadłość spółki z możliwością zawarcia układu pozostawiając zarząd własny. Spółka w czasie postępowania kontynuowała działalność zwiększając sprzedaż. W 2007 roku Sąd Rejonowy ogłosił upadłość likwidacyjną spółki ustanawiając syndyka.
Inwestor strategiczny spłacił w pełni roszczenia wierzycieli i w tym samym roku Sąd Rejonowy w Lublinie umorzył postępowanie upadłościowe.
W 2008 roku właścicielem spółki zostało BBI Capital NFI oraz IDM Dom Maklerski.
W 2010 roku INSTAL-LUBLIN dołączył do Grupy AWBUD.
W związku z reorganizacją grupy kapitałowej z dniem 31 grudnia 2010 roku działalność operacyjna spółki została przeniesiona do nowo utworzonej spółki INSTAL-LUBLIN Sp. z o.o. Natomiast INSTAL-LUBLIN S.A. zmienił nazwę na AWBUD S.A. i jego akcje są w dalszym ciągu notowane na Giełdzie Papierów Wartościowych w Warszawie.
Od 2017 grupa Awbud S.A. wchodzi w skład holdingu Murapol.
W 2020 nazwę zmieniono na ParterBud, od sierpnia 2020 w upadłości. W kwietniu 2021 wycofana z giełdy.